# 諾丁山嘉年華會

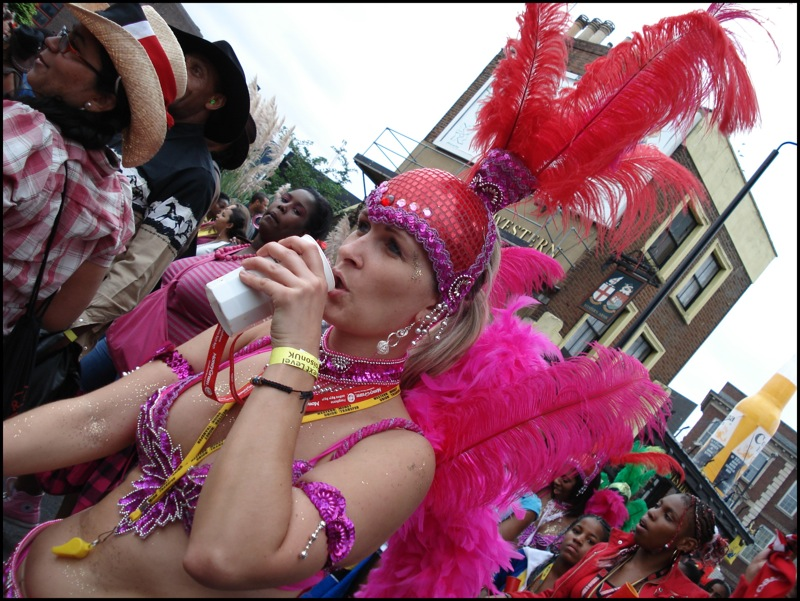
2008年諾丁山嘉年華會

諾丁山嘉年華會，（Notting Hill Carnival），諾丁丘嘉年華始於1965年，為英國倫敦當地著名的大型嘉年華會，在每年8月尾都會吸引百幾萬人參加，甚至令銀行都要休息。这是伦敦加勒比生活的亮点，每年都会以服饰，舞蹈和音乐为荣。流行音乐流派包括Soca，Dancehall和雷鬼。
在1970年代，諾丁山嘉年華會曾經引發暴動。

## 外部參考
- （英文） Photos from Notting Hill Carnival 2008 by Michal Kowieski（页面存档备份，存于）
- BBC中國網記者：田耕（页面存档备份，存于）
- 諾丁山嘉年華會見華人 Archive.today的存檔，存档日期2013-04-28
- 諾丁山嘉年華會，（Notting Hill Carnival）图片 2012（页面存档备份，存于）